# Синдром хронічної втоми
Синдро́м хроні́чної вто́ми (СХВ; англ. chronic fatigue syndrome, CFS) — патологічний стан, який проявляється у вигляді хронічної втоми, яка триває не менше ніж 6 місяців та призводить до когнітивних труднощів. Хоча вважають, що цей синдром не має чіткої причини, але спостерігають його розвиток досить часто при герпесвірусних інфекціях, особливо при хворобі, яку спричинює герпесвірус людини 7-го типу (ГВЛ—7, HHV—7) та герпесвірус людини 6-го типу (ГВЛ—6, HHV—6). Не виключають також у розвитку цього синдрому роль інших герпесвірусів, деяких ентеровірусів, пневмокока тощо. Відносно часто спостерігають цей синдром у клінічному перебігу й інших захворювань — фіброміалгія, астенія, депресії, неврози, хвороби, що передаються статевим шляхом тощо. Також вважається, що взаємодія таких факторів, як послаблена та порушена імунна система, віруси, ендокринні (гормональні) порушення, токсини, низький тиск, брак вітамінів та мікроелементів, часті стреси, безсоння, генетичні особливості організму можуть сприяти виникненню хронічної втоми.

## Особливості термінології
Раніше британські лікарі використовували термін «міалгічний енцефаломієліт» (МЕ), але після введення в 1988 році терміну СХВ в наукових дослідженнях і масовій культурі він практично витіснив МЕ з ужитку. Означення СХВ багато разів піддавали ревізії. В 1994 році група дослідників з Центрів з контролю за хворобами (CDC) сформулювали класичне і найуживаніше означення СХВ. Головною проблемою цього означення було те, що воно не призначалось для клінічної діагностики, а покликане було сприяти стандартизації наукових досліджень. 2003 року дослідники сформулювали канадські критерії для діагностики МЕ/СХВ. Згадані діагностичні критерії мали ряд недоліків. Зокрема, МЕ в МКХ-10 класифікують як неврологічне захворювання, в той же час під критерії СХВ потрапляє гетерогенна група пацієнтів з хронічною втомою, яку породжують інші причини. Для розв'язання цієї проблеми Інститут медицини США запропонував відмовитися від термінів МЕ та СХВ, для позначення цієї патології, та використовувати термін «Системне захворювання непереносимості навантажень» (англ. Systemic Exertion Intolerance Disease (SEID)), відповідно змінивши діагностичні критерії.

## Історія вивчення
У 1938 році американські лікарі описали перші випадки цього захворювання, яке тоді вважали атиповим поліомієлітом. Пізніший аналіз ранніх спалахів показав, що це були випадки нового захворювання, яке в той час назвали «міалгічним енцефаломієлітом», а також «епідемічною нейроміастенією», «Ісландською хворобою». У 1956 році міалгічний енцефаломієліт вперше ідентифікували як нову клінічну нозологію, це сталося після спалаху в Королівському вільному госпіталі (англ. Royal Free Hospital).
Це захворювання у 1988 році американські дослідники назвали «синдромом хронічної втоми, який спричинює вірус Епштейна — Барр». Після епідемії цього ураження, яку зафіксували взимку 1985 року в США у курортному містечку Інклайн-Віллидж, коли до лікарів звернулась велика кількість пацієнтів зі скаргами на хронічну втому та безсилля, малоенергійність, пригнічений настрій аж до рівня депресії, немотивований біль у суглобах та м'язах вивченню цього синдрому приділяють нині багато уваги.

## Етіологія
Ґрунтовні лабораторні дослідження дали змогу виявити у хворих ознаки ураження герпесвірусом людини 7-го типу, рідше — іншими герпесвірусами. Також відомо, що синдром розвивається в перебігу інших хвороб з неуточненою або невиявленою етіологією.
Через те що у багатьох пацієнтів з ймовірним діагнозом синдрому хронічної втоми є підвищені рівні імуноглобуліну G (IgG) до капсиду вірусу Епштейна — Барр, то тривалий час вважали його збудником хвороби, але на сьогодні це припущення відкинуте. У значної кількості пацієнтів підвищені рівні IgG до вірусу Коксаки В, герпесвірусу людини 6-го та 7-го типів, пневмокока. У цих пацієнтів є зменшений відсоток природних кілерів. У більшості пацієнтів є декілька цих імунологічних зрушень.
Також обговорюють й інші теорії виникнення СХВ. Зокрема, існує припущення про ендокринний характер цієї патології.

### Епідеміологічні особливості ураження герпесвірусом людини 7-го типу
Детальніші відомості з цієї теми ви можете знайти в статті Інфекція, яку спричинює герпесвірус людини 7-го типу.
Людина інфікується вірусом герпесу людини 7-го типу в дитинстві або юності. Основним механізмом інфікування є повітряно-крапельний.

### Патогенез синдрому хронічної втоми при ураженні герпесвірусом людини 7-го типу
Детальніші відомості з цієї теми ви можете знайти в статті Інфекція, яку спричинює герпесвірус людини 7-го типу.
Герпесвірус людини 7-го типу має значне поширення та віднайдений у 80 відсотків людей. Клінічні прояви найпоширеніші серед людей 25 — 50 років. Часто вірус перебуває в неактивованій формі і переходить в активну форму лише в часи і випадки зниження імунітету — після неконтрольованих вірусних хвороб (наприклад, грипу), важких стресів, загострень хронічних інфекцій.
На клітинному рівні герпесвірус людини 7-го типу уражає лімфоцити. Це значно ускладнює діагностику, бо навіть обстеження імунної системи не прояснюють картину. Кількість лімфоцитів нібито цілком достатня, але вони функціонально недостатні, їх захисна функція не спрацьовує після ураження вірусом.

## Клінічні прояви
Основні клінічні ознаки синдрому хронічної втоми:
- раптове виникнення виснажливої слабкості;
- втома прогресує і не проходить після відпочинку;
- у хворого майже вдвічі знижується працездатність протягом останніх до обстеження шести місяців;
- немає інших видимих відомих причин або виснажуючих хвороб, які можуть спричинити неминущу втому.

Типовими клінічними проявами для розвитку синдрому хронічної втоми на ранніх стадіях є:
- слабкість, швидка стомлюваність, яка не проходить навіть після тривалого відпочинку; наростаючі розлади уваги,
- підвищена подразливість і нестійкість емоційно-психічного стану;
- повторюваний і наростаючий головний біль, не пов'язані з будь-якою патологією;
- розлади сну і порушення формули сну у вигляді денної сонливості та безсоння вночі; прогресуюче на цьому тлі зниження працездатності, що змушує хворих використовувати різні психостимулятори з одного боку і снодійні з іншого;
- часте і інтенсивне куріння з метою розумової стимуляції вдень, щоденні вечірні прийоми алкоголю для зняття нервово психічні порушення ввечері, що приводить до широкого поширення побутового пияцтва;
- зниження ваги (незначне, але чітко відзначене хворими) або, для груп матеріально забезпечених осіб, що ведуть фізично малоактивний спосіб життя, ожиріння I—II стадій;
- біль в суглобах, зазвичай великих і хребті;
- апатія, безрадісний настрій, емоційна пригніченість.

Малі ознаки синдрому хронічної втоми у розвитку включають:
- прогресуюча або тривала втома, особливо виражена після будь-яких фізичних навантажень, які раніше переносилися легко;
- субфебрилітет (підвищення температури тіла при вимірюванні у пахвовій ділянці ртутним термометром до 38 °C);
- часто дискомфорт в горлі аж до болю;
- збільшення лімфатичних вузлів (лімфаденопатія);
- м'язова слабкість;
- міалгія (біль у м'язах);
- розлади сну (безсоння або, навпаки, сонливість);
- головний біль незвичного, для конкретної людини, характеру;
- мігруючий біль у суглобах;
- нейропсихологічні розлади: підвищена чутливість до яскравого світла, розлад зору (плями перед очима), забудькуватість, дратівливість, нерішучість, зниження ментальної активності та здатності до концентрації уваги;
- депресія.

Таким чином, головним діагностичним критерієм синдрому хронічної втоми є постійна втома зі зниженням працездатності та когнітивності, що виникає на тлі до цього не порушеного здоров'я, що триває не менше 6 місяців.
Одним з провідних симптомів при синдромі хронічної втоми є нейропсихологічна виснаженість, яку особливо чітко виявляють при дослідженні спеціальними методами вивчення працездатності (таблиці Шульте, коректурна проба тощо), проявляється як гіпостенічний або астенічний синдроми. З явищами виснаження при синдромі хронічної втоми безпосередньо пов'язана і недостатність активної уваги, що проявляється у збільшенні кількості помилок.
Синдром хронічної втоми відрізняється від транзиторного стану слабкості у здорових людей і у хворих з різними захворюваннями в початковій стадії і в стадії реконвалесценції за тривалістю і виразністю психосоматичних порушень. Клінічні прояви синдрому хронічної втоми часто відповідають класичним уявленням про хворобу, що є самостійною нозологічною одиницею.
Досить важливим є те, що дана симптоматика перебігає прогресивно і не може бути пояснена ніякими соматичними захворюваннями. Більш того, при ретельному клінічному обстеженні не вдається виявити ніяких об'єктивних змін стану організму — лабораторні дослідження показують відсутність відхилень від норми.
Дуже важливо правильно діагностувати наявність синдрому хронічної втоми у хворого, оскільки постійна втома (втомлюваність), яка характерна для синдрому хронічної втоми, може також виникати при інших соматичних захворюваннях та психічних розладах, зокрема фіброміалгії, астенії, депресії та неврозах.

## Лікування

### Основне лікування на цьому етапі
Вважають, що ефективної монотерапії синдрому хронічної втоми не існує — терапія повинна бути комплексною і суворо індивідуалізованою. Однією з важливих умов лікування є також дотримання охоронного режиму[невідомий термін] і постійний контакт хворого з лікарем. З медикаментів добре зарекомендували себе малі дози психотропних засобів: трициклічні антидепресанти, селективні інгібітори зворотного захоплення серотоніну (флуоксетин, сертралін тощо) та інші. Призначають також вітаміни, деякі мікроелементи. Описано помітний клінічний ефект при використанні есенціальних жирних кислот, обговорюють можливість застосування ацетилкарнітину. Вивчають ефективність імунотропної терапії (введення імуноглобулінів, стимуляторів імунітету тощо), антимікробного і антивірусного лікування. У хворих із синдромом хронічної втоми спостерігають виражену імунну дисфункцію клітинних та гуморальних ланок імунітету і в системі інтерферону, що вимагає відповідної корекції і тривалої імунореабілітації. Ряд авторів також рекомендує проводити корекцію стану імунної системи: малі дози глюкокортикостероїдів, короткі курси L-БОФ тощо.

### Підтримувальне лікування
Застосовують симптоматичну терапію: нестероїдні протизапальні препарати (НПЗП), знеболювальні засоби, Н2-блокатори тощо. Істотну допомогу надають методи психологічної, а також функціональної реабілітації, у тому числі: фізіотерапевтичні методи, голкорефлексотерапія, лікувальна фізкультура тощо. Певні надії покладають на використання поліпептидних ноотропних препаратів, оскільки вони ефективно відновлюють порушений метаболізм та інтегративні функції мозку. Одним з найбільш витребуваних препаратів цієї групи є кортексин.

### Пошуки нових препаратів
Недавно проведені клінічні дослідження (II фаза) показали певну ефективність імунодепресанту ритуксимаб. Для підтвердження його ефективності на великій групі пацієнтів проводять III фазу клінічних випробувань. Автори дослідження вважають, що його позитивний результат свідчить на користь суттєвого патогенетичного впливу фактору утворення автоантитіл при синдромі хронічної втоми. Поки що неповністю доказаний аналіз підгрупи пацієнтів, які відповіли на терапію ритуксимабом, показав, що у них спостерігали зниження рівня аутоантитіл проти бета-адренергічних рецепторів і мускаринових холінергічних рецепторів.

## Соціальні аспекти захворювання
Тяжкі форми СХВ часто призводять до втрати роботи і навіть здатності до самообслуговування. За різними оцінками, тільки в США від 836 000 до 2.5 млн хворих страждають від цієї недуги. Не зважаючи на це, захворювання залишається маловивченим, а кошти, направлені на його дослідження, є недостатніми. Задля інформування широких мас про це захворювання 12 травня встановлено міжнародним днем МЕ/СХВ.
Хворі часто стикаються з нерозумінням з боку лікарів, колег, родичів. Неправильне лікування призводить до погіршення стану.
Трагічні історії хворих на тяжкі форми СХВ стали поштовхом до створення низки документальних фільмів, повністю або частково присвячених цьому захворюванню, зокрема:
- «Забута чума»[38]
- «Голоси з тіні»[39]
- «Канарка у вугільній шахті»[40]